# Ізешть
Ізешть, Ізешті (рум. Izești) — село у повіті Прахова в Румунії. Входить до складу комуни Белцешть.
Село розташоване на відстані 75 км на північ від Бухареста, 21 км на північний схід від Плоєшті, 73 км на південний схід від Брашова.

## Населення
За даними перепису населення 2002 року у селі проживали 359 осіб.
Національний склад населення села:
| Національність | Кількість осіб | Відсоток |
| -------------- | -------------- | -------- |
| румуни         | 232            | 64,6%    |
| цигани         | 127            | 35,4%    |

Рідною мовою назвали:
| Мова      | Кількість осіб | Відсоток |
| --------- | -------------- | -------- |
| румунська | 349            | 97,2%    |
| циганська | 10             | 2,8%     |